# 이 세계는 너무나 불완전하다
《이 세계는 너무나 불완전하다》(일본어: この世界は不完全すぎる)는 사토 마사미치가 쓰고 그린 일본 만화 시리즈이다. 2020년 5월부터 고단샤 코믹 데이즈 홈페이지에서 연재를 시작했다. 낱권책은 고단샤에서 발간하고 있다. 100Studio와 스튜디오 팔레트가 제작한 애니메이션 TV 시리즈는 2024년 7월에 첫 방송될 예정이다.

## 미디어

### 만화
사토 마사미치가 집필하고 그림을 그린 이 시리즈는 2020년 5월 30일에 고단샤의 코믹 데이즈 만화 웹사이트에서 연재를 시작했다. 2023년 10월 기준 시리즈의 개별 장이 10권의 단행본으로 수집되었다.
2021년 5월, 고단샤 USA는 디지털 영어 출판용 시리즈 라이선스를 취득했다고 발표했다. 2022년 7월 애니메 엑스포 패널에서 고단샤 USA는 시리즈의 인쇄 출시를 발표했다.

### 애니메이션
애니메이션 TV 시리즈 각색은 2023년 3월 24일에 발표되었다. 이 시리즈는 100Studio 및 스튜디오 팔레트가 제작하고 우마비키 케이가 감독을 맡았으며, 시리즈 구성은 야스카와 쇼고, 캐릭터 디자인은 아카호리 시게오, 음악은 카사이 유타, 이와하시 세이마가 작곡했다. 원래는 2024년 2분기에 초연될 예정이었지만 나중에 2024년 7월로 연기되었다. 크런치롤이 이 시리즈의 라이선스를 받았다.